# 주세페 파리니

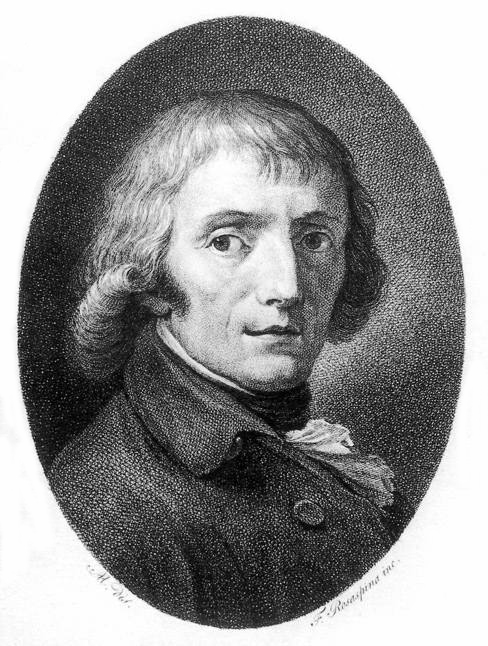
주세페 파리니

주세페 파리니(Giuseppe Parini, 1729-1799)는 이탈리아의 시인이다. 코모 근처에서 명주짜기 직인의 집안에 태어나 공부를 계속하기 위하여 성직자가 되었다. 그 후 귀족의 가정교사, <밀라노 신문>의 편집자, 브레다 고등학교의 교사 등을 역임하고, 1797년에 치잘피나 공화국이 수립되자 밀라노 시(市)의 시정에 참여하는 등 별로 성직자와는 관계가 없는 일생을 보냈다. 주된 작품으로는 풍자시 <하루(一日)>와 19편의 <오드(詩歌)>(1757-95)가 있다. 작품 <하루>는 '아침'(1763), '낮'(1765), '저녁', '밤'('저녁'과 '밤'은 미완성인 채 그의 사후 1801년에 출판되었다)의 4부로 되어 있어 예능 익히기, 모양내기와 턱없는 소동으로 지새는 젊은 귀족들에게 가정교사가 하룻동안의 행사를 가르친다는 내용으로 되어 있어 당시 귀족의 나태한 생활을 풍자함과 동시에 사회적 양심의 고취를 꾀하고 있는 것이다. 19편의 '시가'는 그의 도덕상·예술상의 이상(理想)을 피력한 것 16편과 연애를 다룬 것 3편으로 되어 있다. 이 밖에 시집 <리파노 에우피리노의 시>(1752, 에우피리노는 그의 필명이다) 등이 있으며, 볼프강 아마데우스 모차르트와 함께 작업한 <알바의 아스카니오> 가 있다.